# Dalymount Park
Dalymount Park é um estádio de futebol localizado no norte da cidade de Dublin, no distrito de Phibsborough.  Atualmente é utilizado pelo Bohemian Football Club e já foi utilizado anteriormente pelo Shamrock Rovers e Dublin City.
O estádio também era conhecido como a "casa do futebol irlandês", sendo a sede da Seleção Irlandesa de Futebol e foi sede das finais da Taça da Irlanda; no entanto, perdeu essa condição para Lansdowne Road. A última partida oficial de futebol internacional foi disputada no Dalymount Park em 16 de novembro de 1983, jogo de qualificação para a Euro entre a Irlanda e Malta (8-0). O último amistoso foi a 12 de setembro de 1990 (Irlanda 1-0 Marrocos).